# Bill Graham (journaliste)
Bill Graham est un journaliste et écrivain irlandais né en 1951. Il étudie au Trinity College de Dublin et résidait à Howth. En plus d'être l'auteur de plusieurs livres, Bill Graham écrit pour le magazine musical Hot Press depuis sa création. Il est décédé d'une crise cardiaque à 44 ans le 11 mai 1996 dans sa maison de Howth, et ce bien avant sa mère Eileen.

## Carrière
Niall Stokes, l'éditeur de Hot Press et collègue de longue date de Bill Graham, le décrit comme "un père fondateur de la musique irlandaise moderne. Il a inspiré toute une génération de fans irlandais et de musiciens à regarder le monde sous un angle différent. Il était bien plus que de la musique, il se sentait proche de l'Irlande du Nord et des gens des deux côtés du clivage sectaire et politique, ce qui était inhabituel chez ceux qui avaient été élevés dans les limites étroites de la culture irlandaise dans les années 1960 et 1970 - son écriture politique reflétaient cela. Il était également en avance sur son temps en termes d'appréciation de l'importance de la politique, de la nourriture et de la place des pays en voie de développement dans l'époque moderne."
Bill Graham a joué un rôle important dans la formation du groupe de rock irlandais U2, en ayant porté le groupe à l'attention de leur manager Paul McGuinness. Lors d'une récente exposition de photos du groupe, Paul McGuinness se souvient du rôle que Bill Graham avait eu en le présentant aux quatre jeunes musiciens. Le journaliste de Hot Press était largement reconnu comme étant l'"homme qui a découvert U2", bien qu'il désavouait ce titre. Bill Graham a écrit avec enthousiasme sur U2, leur donnant leur première exposition médiatique. Le guitariste The Edge et le chanteur Bono ont souvent expliqué le rôle de Bill Graham dans le développement du groupe. Le 28 avril 1978, Bill Graham signe la première interview de U2, intitulée " Yep ! It's U2 ", dans Hot Press. Près d'un mois plus tard, le 25 mai 1978, il suggère à Paul McGuinness d'assister pour la première fois à un concert de U2 au Projects Art Centre à Dublin. Lors de cette soirée, fasciné par le groupe, Paul McGuinness décide alors de devenir immédiatement leur manager.
Le journaliste John Waters a observé que "on dit souvent que Bill a découvert U2, ce qui est faux. Bill a créé U2, à travers son enthousiasme pour eux, il leur a donné un reflet de leurs propres possibilités …" Il avait une connaissance approfondie de pratiquement toutes les formes de musiques populaires et fondamentales. John Waters décrit Bill Graham comme étant "le premier écrivain irlandais à écrire sur le lien entre la culture politique irlandaise et le rock'n'roll irlandais".

## Livres
Parmi les ouvrages écrits par Bill Graham, il y a  Enya, The Latest Score, U2, In the name of love, a history, Complete Guide to the Music of U2 ainsi qu'un guide complet de la musique de U2.

## Influence
Un certain nombre de critiques musicaux et journalistes ont cité Bill Graham comme une influence primordiale. Certains d'entre eux prétendent même qu'ils ont embrassé la profession de journaliste grâce à son écriture, comme Jim Carroll du Irish Times en juin 2012.
"Je blâme tout chez Bill Graham, le génial écrivain de Hot Press qui a tristement valsé cette bobine mortelle en 1996. Je blâme ce cher vieux Bill pour beaucoup de choses. Je vais être honnête : sans lui, je n'aurais probablement jamais été un critique musical en première ligne et je ne devrais pas dire ça. J'avais l'habitude de lui remonter le moral quand on se rencontrait et qu'il gémissait à haute voix. ... et la merde que j'ai écrite au fil des ans est un sacré fardeau à supporter... Le style de Bill m'a coupé le souffle : voilà quelqu'un qui écrit avec un degré inégalé de passion, de ferveur, de croyance, d'enthousiasme, de connaissance et de profondeur. Je devais avoir lu cet article une centaine de fois, j'avais déjà entendu la grande musique, mais désormais j'ai vu la grande image, j'ai trouvé ma carrière et j'ai trouvé la fièvre".
Ses funérailles ont attiré plusieurs des plus grands groupes de musique irlandaise, dont Clannad, Altan, U2 (qui sont rentrés spécialement d'Amérique) et les Hothouse Flowers, ainsi que les chanteurs Simon Carmody et Gavin Friday. Pendant la cérémonie, Bono a interprété une émouvante version de la chanson de Leonard Cohen, Tower of Song. Gavin Friday et Máire Brennan de Clannad figuraient parmi les nombreux artistes qui ont joué pendant le service.